# Alberto Malusci
Alberto Malusci (né le 23 juin 1972 à Pistoia, dans la province de Pistoia, en Toscane) est un footballeur italien. Il jouait au poste de défenseur central.

## Biographie

### En club
Formé à la Fiorentina, Alberto Malusci fait ses débuts en équipe première en octobre 1989. Avec le club toscan il connait une relégation en Serie B en 1993, en dépit de la présence de joueurs de la qualité de Gabriel Batistuta, Francesco Baiano ou encore Stefan Effenberg. Un an plus tard il est sacré champion de cette même Série B et retrouve la Serie A. Il remporte une coupe d'Italie en 1996 pour sa dernière saison au club. Parallèlement à son parcours à Florence il est régulièrement convoqué en équipe d'Italie espoirs avec laquelle il gagne le Championnat d'Europe espoirs en 1992.
En 1996 Alberto Malusci rejoint la France et l'Olympique de Marseille, tout fraichement remonté en 1re Division. Il est recruté pour former la défense centrale avec son compatriote Ivan Franceschini (prêté par Parme à l'OM). Cet axe cent pour cent italien connait de nombreux soucis avec les arbitres français en récoltant beaucoup de cartons (huit jaunes et deux rouges chacun en championnat). Le promu marseillais achève cette saison 1996-1997 à la onzième place et Malusci a pris part à 27 rencontres de championnat sur 38. En juin 1997 Rolland Courbis devient entraineur de l'OM et Alberto Malusci est mis à l'écart. Il ne portera plus jamais le maillot marseillais et cette période sans match marque la fin de sa carrière en France.
En 1998 il est prêté en Serie B à l'US Foggia avant de quitter définitivement Marseille pour Cosenza. Il joue par la suite pour Lecce et Catania avant d'émigrer en Belgique à Mons puis au FC Bruxelles. 
Sa carrière en Belgique lui permet de s'affirmer comme un leader en défense centrale dans ces deux clubs, mais elle sera aussi marquée par des blessures, puis par la décision de la direction du FC Bruxelles de reléguer le joueur en équipe réserve. Cela entrainera la fin de son expérience belge et son retour en Italie.
Il achève son parcours professionnel en 2007 à la Sangiovannese avec son ancien coéquipier à Florence Francesco Baiano. Il joue ensuite jusqu'en 2011 dans des clubs amateurs italiens.

### En sélection nationale
Alberto Malusci a été régulièrement sélectionné dans les équipes jeunes de l'Italie : il compte 7 sélections pour 2 buts avec l'équipe nationale italienne des -18 ans et 14 matchs pour 1 but en équipe nationale italienne espoirs. Sa dernière sélection en espoir se déroule le 16 février 1994 en Israël. 
Il n'a jamais été appelé par la suite en équipe nationale d'Italie.

## Palmarès
- Italie espoirs
  - Champion d'Europe espoirs en 1992.

- Fiorentina
  - Champion de Serie B en 1994.
  - Vainqueur de la coupe d'Italie en 1996.